# Florin Niculescu
Pour les articles homonymes, voir Niculescu.
Florin Niculescu né le 7 février 1967 né à Bucarest, est un violoniste de jazz manouche dans la tradition de Stéphane Grappelli et Django Reinhardt.

## Parcours
Né en Roumanie dans une famille de musiciens roms, il suit des études musicales au Conservatoire de l'Académie George Enescu de Bucarest.
Il collabore régulièrement avec l'Orchestre philharmonique George Enescu de Bucarest. Il est d'abord soliste au sein de l'orchestre du conservatoire de Bucarest. Il quitte l'académie George Enescu avec un premier prix. En 1984, il obtient une mention spéciale du jury au concours international Henryk Wieniawski de Ljubljana.
À l'âge de 24 ans, il choisit de s'installer en France où il rencontre d'abord Boulou et Elios Ferré, avec lesquels il collabore au début des années 1990, puis Romane et Babik Reinhardt, en compagnie duquel il enregistre en 1998 l'album du « New Quintette » du Hot Club de France.
L'année suivante il publie son album Gipsy Ballads.
Par la suite, ce musicien considéré comme un des successeurs de Stéphane Grappelli collabore avec Biréli Lagrène, dans un quintette qui reprend la formation du mythique Quintette du Hot Club de France, et sort un album à nouveau en 2001.
Dans les années 2000 le duo Lagrène-Niculescu poursuit sa carrière, avec d'autres enregistrements et une tournée mondiale. Niculescu participe également au groupe Latcho Drom avec Christophe Lartilleux.
Florin Niculescu participe aussi à des albums d'artistes de variété tels qu'Henri Salvador, Patrick Bruel ou encore Charles Aznavour.
En 2005, pour l'album Djangophonie, il regroupe le quatuor à cordes classique Drina et le trio jazz Latcho Drom.

## Discographie
Cette discographie n'est pas exhaustive, les participations de Niculescu à divers albums étant nombreuses, mais elle reprend ses propres albums et quelques associations marquantes.
- 2016, Classics at Liberty, ADF-BAYARD Musique
- 2016, 25 Years After, ADF-BAYARD Musique
- 2010, Django Tunes, Enja Records MW
- 2008, Florin Niculescu plays Stéphane Grappelli, Plus Loin Music
- 2005, Djangophonie, Harmonia Mundi
- 2002, Live Jazz à Vienne avec Biréli Lagrène
- 2002, Gipsy Project and friends avec Biréli Lagrène, Iris Music
- 2001, Gipsy Project avec Biréli Lagrène, Iris Music
- 2001, Live 2001 (au sein du groupe Latcho Drom),
- 2000, Gipsy Ballad,
- 1994, participation  à l'album du New Quintet du Hot Club de France[10]